# William L. Greenly
William L. Greenly, född 18 september 1813 i Madison County, New York, död 29 november 1883 i Adrian, Michigan, var en amerikansk demokratisk politiker. Han var den sjätte guvernören i delstaten Michigan 1847–1848.
Greenly utexaminerades 1831 från Union College i Schenectady, studerade sedan juridik och inledde 1834 sin karriär som advokat i Albany. Två år senare flyttade han till Adrian.
Greenly var viceguvernör i Michigan 1846–1847 och tillträdde därefter som guvernör efter att Alpheus Felch avgick. Han innehade guvernörsämbetet fram till 3 januari 1848 och efterträddes av Epaphroditus Ransom.
Greenly var borgmästare i Adrian 1858–1859. Hans grav finns på Oakwood Cemetery i Adrian.